# 斯波爾丁鎮區 (密歇根州薩吉諾縣)
斯波爾丁鎮區（英語：Spaulding Township）是位於美國密歇根州薩吉諾縣的一個行政鎮區。

## 地方資料
斯波爾丁鎮區的面積為70.90平方千米，當中陸地面積為68.80平方千米，而水域面積為2.10平方千米。根據2020年美國人口普查的數據，當地共有人口1975人，而人口密度為每平方千米27.86人。